# Pitthea sanguiflua
Pitthea sanguiflua är en fjärilsart som beskrevs av Aurivillius 1925. Pitthea sanguiflua ingår i släktet Pitthea och familjen mätare. Inga underarter finns listade i Catalogue of Life.